# Bocos de Duero
Bocos de Duero ist ein nordspanisches Dorf und eine Gemeinde (municipio) mit 81 Einwohnern (Stand: 2024) in der Provinz Valladolid in der autonomen Region Kastilien-León.

## Lage
Bocos de Duero liegt in der kastilischen Hochebene in einer Höhe von etwa 760 m. Die Provinzhauptstadt Valladolid befindet sich gut 48 Kilometer (Fahrtstrecke) westlich. Der Duero begrenzt die Gemeinde im Süden und Südosten. Das Klima im Winter ist durchaus kalt, im Sommer dagegen warm bis heiß; die spärlichen Regenfälle (ca. 499 mm/Jahr) fallen verteilt übers ganze Jahr.

## Bevölkerungsentwicklung
| Jahr      | 1970 | 1981 | 1991 | 2001 | 2011 | 2021 |
| Einwohner | 182  | 114  | 103  | 84   | 63   | 69   |

## Sehenswürdigkeiten

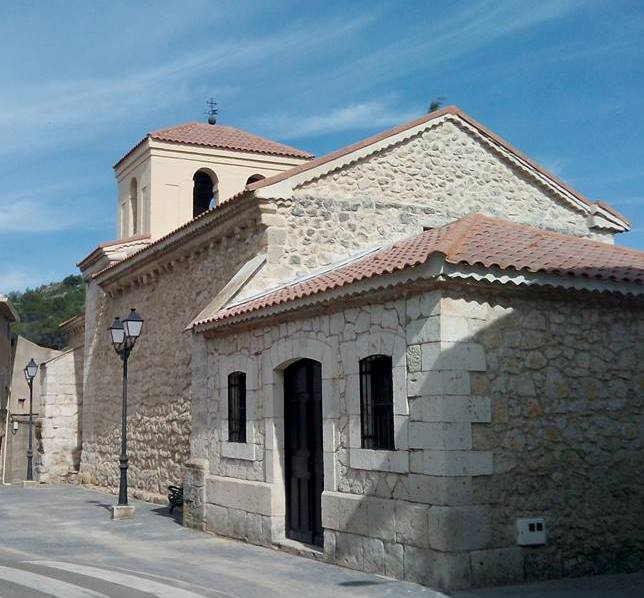
Kirche Mariä Schnee
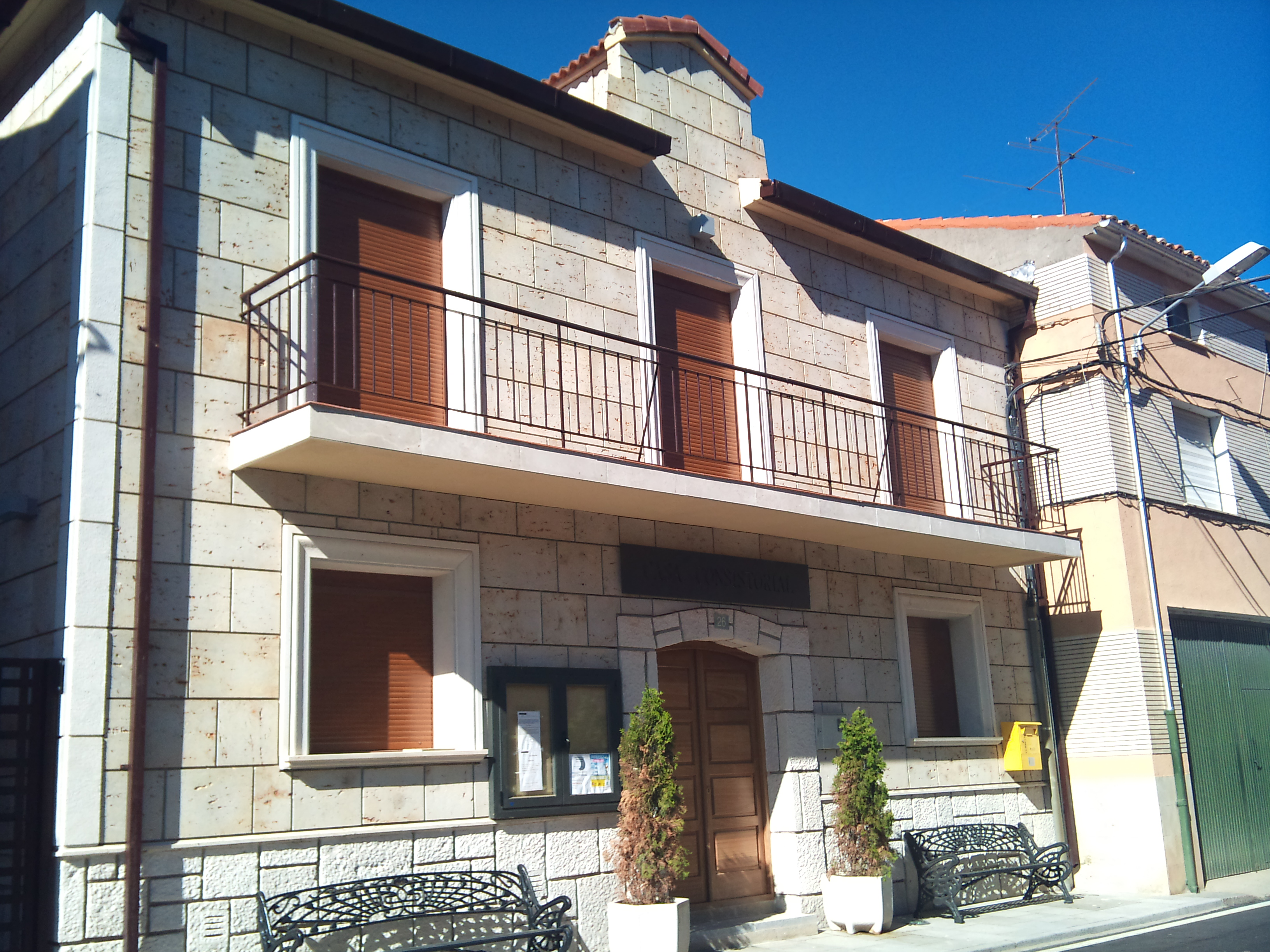
Rathaus

- Kirche Mariä Schnee
- Rathaus